# Verwaltungsgemeinschaft Boxberg (Baden)

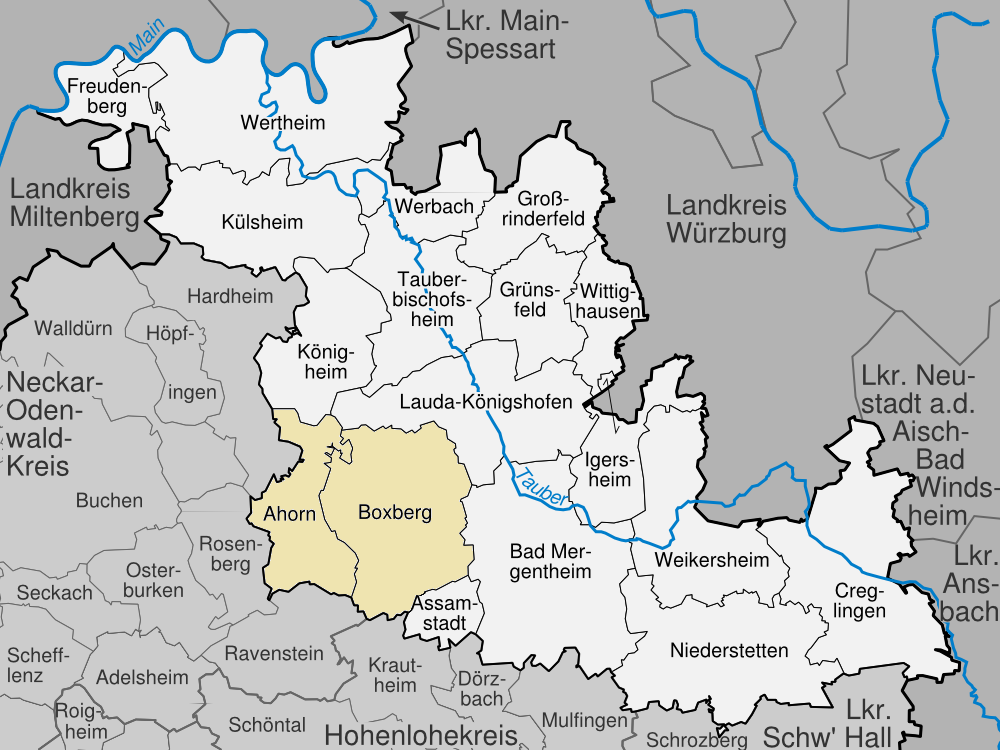
Die vereinbarte Verwaltungsgemeinschaft Boxberg im Main-Tauber-Kreis

In der vereinbarten Verwaltungsgemeinschaft Boxberg im baden-württembergischen Main-Tauber-Kreis haben sich eine Stadt und eine Gemeinde zur Erledigung ihrer Verwaltungsgeschäfte zusammengeschlossen. Der Sitz der vereinbarten Verwaltungsgemeinschaft liegt in der Kurpfalzstraße 29 in der Stadt Boxberg (erfüllende Gemeinde).

## Mitgliedsgemeinden
Mitglieder dieser durch eine öffentlich-rechtliche Vereinbarung entstandenen Verwaltungsgemeinschaft sind:
- Stadt Boxberg, 6663 Einwohner, 101,71 km²
- Gemeinde Ahorn, 2216 Einwohner, 53,93 km²

## Struktur und Aufgaben
Ein gemeinsamer Ausschuss aus Vertretern der beteiligten Gemeinden entscheidet über die Erfüllungsaufgaben. Vorsitzender des gemeinsamen Ausschusses ist der Bürgermeister (Christian Kremer) der erfüllenden Gemeinde (Boxberg). Die „vereinbarte Verwaltungsgemeinschaft“ ist nicht selbst rechtsfähig, da sie keine Körperschaft des öffentlichen Rechts und damit auch kein Gemeindeverband ist. Den Umfang der übertragenen Aufgaben der vereinbarten Verwaltungsgemeinschaft bestimmt § 61 der baden-württembergischen Gemeindeordnung.